# 朱俊榭
怀仁庄简王朱俊榭（1505年—1571年5月24日），明朝怀仁恭和王朱成钯孙，怀仁温惠王朱聪淑侄，镇国将军兼理怀仁王府事朱聪洌嫡长子。

## 生平

### 受封
因朱聪淑无子，怀仁国除。嘉靖八年（1529年）朱聪洌去世，朱俊榭以辅国将军管怀仁王府事。嘉靖二十年（1541年）五月，朱俊榭上奏称自己是恭和王嫡长孙，父亲与温惠王同胞，关系不比远支，引用寧津王朱聰泠、保安王朱誠渌为例请求袭封，礼部上奏，明世宗准奏。嘉靖二十二年（1543年）十二月，世宗遣武進伯朱海等為正使、翰林院編修郭朴等為副使，持节册封朱俊榭为怀仁王。朱聪洌也因而被追封为僖康王。
怀仁王府发生宗室朱充鮒及冒充宗室的三哥子越关入奏的事件。嘉靖四十年（1561年）十月，朱俊榭说近年各府宗室多以祿粮不足为由越关入奏，朝廷曲加赦宥，只革其爵，仍然提供食宿再遣官伴送還府，这些宗室还是擅遣白牌（白色的木质信牌，作为一种官文书，广泛用于催督公事、拘提人犯、传递政令，同时也是用驿递的凭证），僭稱爵號，輿馬冠蓋充斥道路，所過关津候吏没有不被其索取的，愚頑無知之徒争相仿效，乐于在被革爵前先享其利，多方戒約不能禁止，请求将今後越关至京者革除供應及沿途驛遞，只令順天府解回其府，親鄰知而不舉者坐罪，这样这些人無所获利，可不禁而止。世宗同意，仍賜朱俊榭敕令約束宗人。嘉靖四十三年（1564年）四月，世宗下诏礼部按朱俊榭所奏办理。
隆庆三年（1569年）八月，山西抚按官靳学颜等请求如礼部议，命晋、瀋二王府及庆成、永和、安宁、隰川、阳曲、西河、交城、灵丘、山阴、襄垣、怀仁等王府各自建立宗学，请儒者为师傅教督宗室子弟，明穆宗准奏。
隆庆五年（1571年）五月，朱俊榭薨。穆宗輟朝一日，按例治祭葬，諡莊簡。

### 身后
因礼部指出朱俊榭作为侄子继承伯父的爵位是旁支袭爵的“冒封”，请求根据《宗藩条例》改正，十二月，改授朱俊榭与吴氏所生庶子朱充𤉪為奉國將軍（即原本辅国将军之子的品级）管理府事。万历五年（1577年）二月，追封吴氏为恭人。
因冒封查实，万历元年（1573年）九月，朱俊榭子女的爵号由郡王子女降级为辅国将军子女。

## 评价
- 《弇山堂别集》卷073：履正志和，平易不訾。